# 林地鹅观草
林地鹅观草（学名：Roegneria sylvatica）为禾本科鹅观草属下的一个种。